# Frederick McCubbin
Frederick McCubbin, né le 25 février 1855 à Melbourne et mort le 20 décembre 1917, est un peintre australien. Il est l'un des fondateurs du Heidelberg School et une figure importante du développement de l'école australienne de peinture de paysage et de portraits qui a émergé à l'issue du XIXe siècle. Au cours des années 1880 il commence à se consacrer à des peintures du bush australien qui le rendent célèbre.
Il forme un certain nombre d'étudiants qui eux-mêmes deviennent des artistes australiens renommés comme Charles Conder, Arthur Streeton, Jessie Traill, Hilda Rix Nicholas et Norah Gurdon.
Un groupe d'anciennes élèves de Frederick McCubbin fondent en 1902 la Melbourne Society of Women Painters and Sculptors.

## Galerie

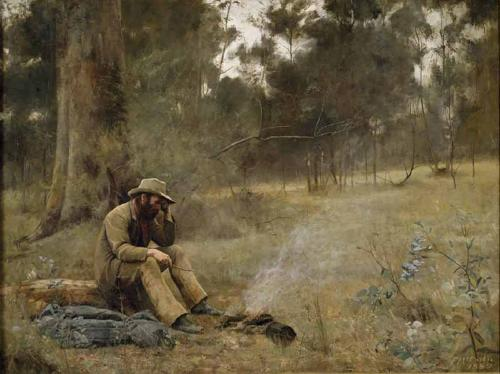
Frederick McCubbin, Down on His Luck, 1889
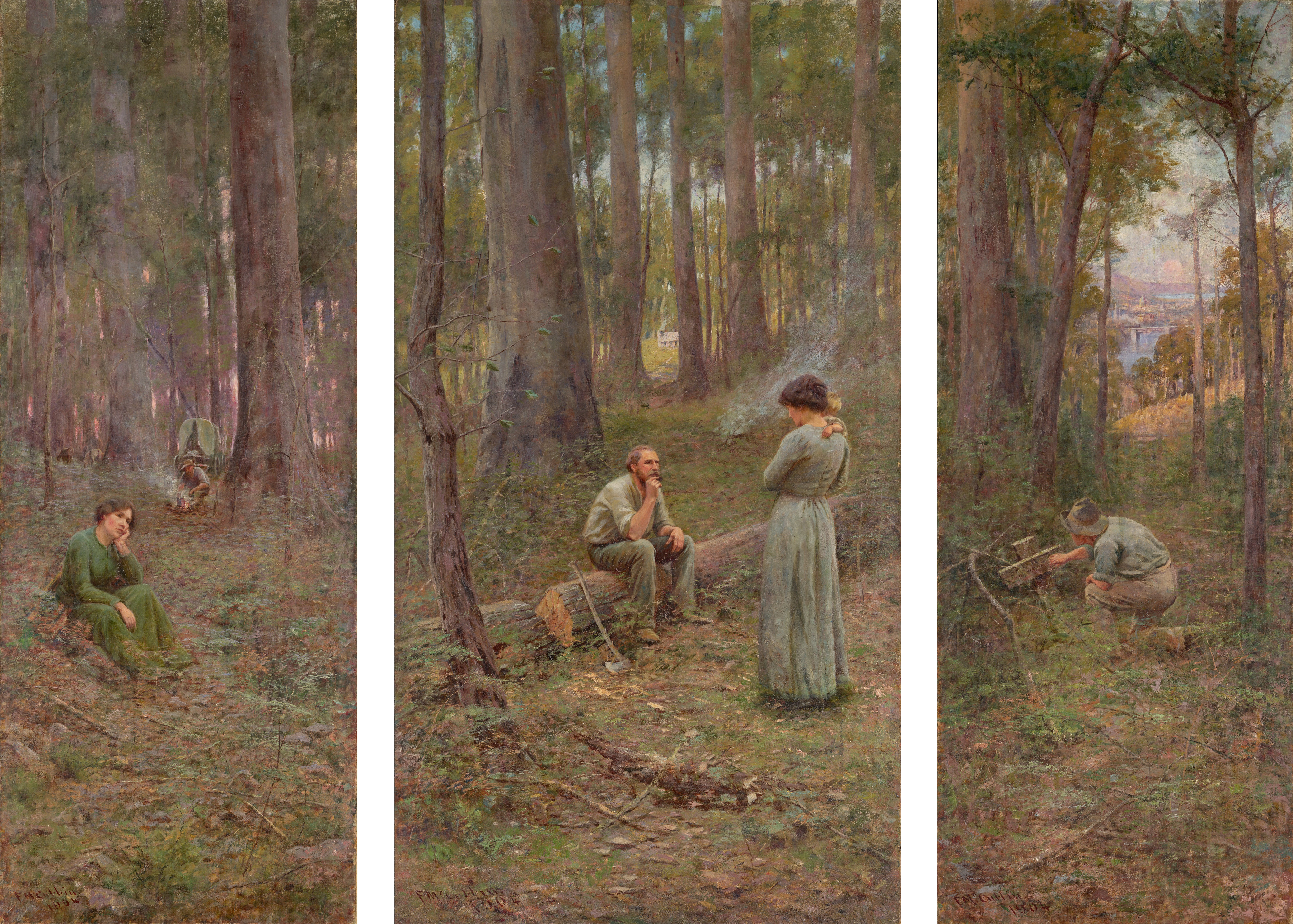
Frederick McCubbin, The pioneer, 1904
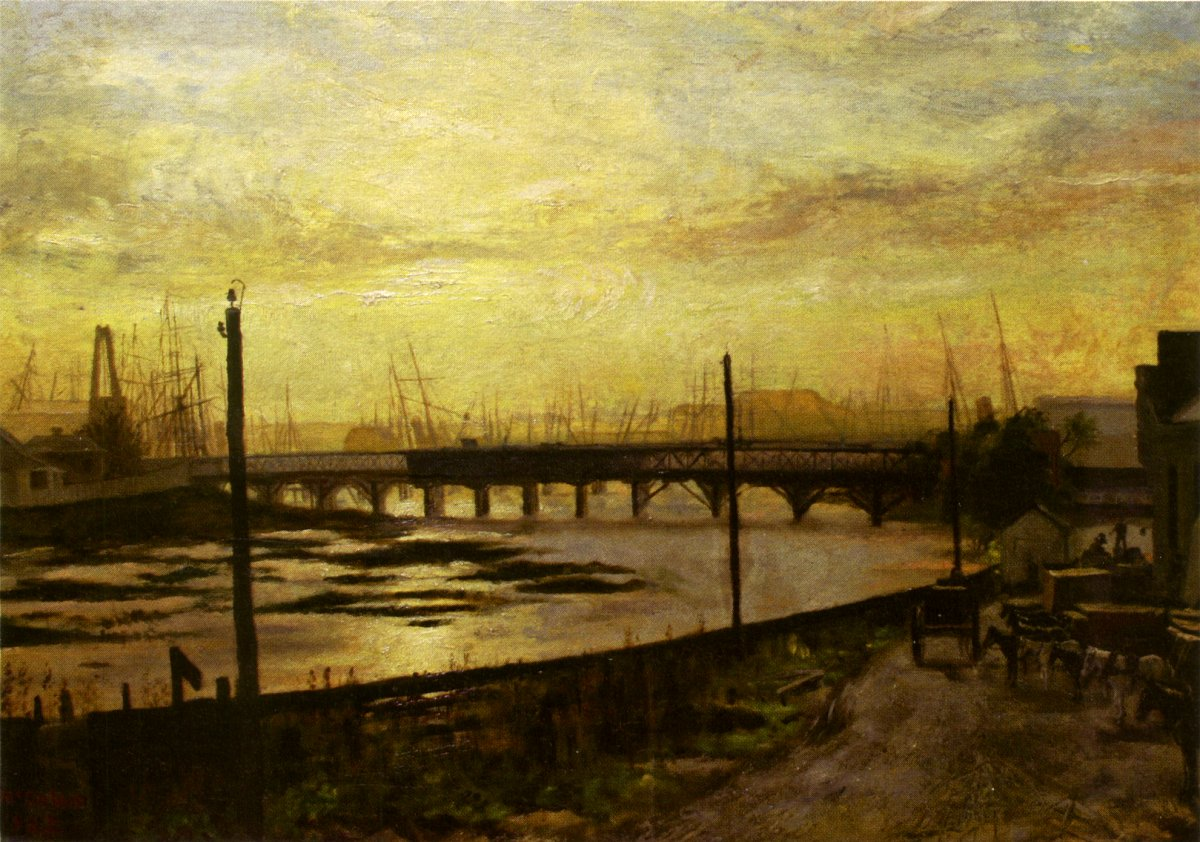
Frederick McCubbin, Falls Bridge Melbourne, 1882